# Pereira (Colòmbia)
Pereira és la capital del departament de Risaralda i la principal ciutat de l'Eix cafeter de Colòmbia i forma part del Patrimoni Mundial de la UNESCO conegut com a "Paisatge Cultural del Cafè de Colòmbia".
La ciutat, de cultura i avantpassats paisas, té una població de 500.000 habitants, i 650.000 més si es compta la seva àrea metropolitana. És a la regió centre-occident del país, a la vall del riu Otún, a la Serralada Central dels Andes colombians. Aquesta ciutat també és coneguda com la querendona, trasnochadora y morena (en el castellà de Colòmbia, querendona vol dir «estimada») i “La perla de l'Otún”.
També és coneguda com a “la ciutat sense portes”, “la capital de l'alegria”, “la capital cafetera de Colòmbia”. També ha rebut l'apel·latiu de “ciutat victòria”, en referència a la reurbanització d'algunes zones i la caiguda de la violència en els primers mesos del 2010. Ocupa el desè lloc per nombre de població a Colòmbia.
Com a capital del departament de Risaralda, Pereira alberga la seu del Govern de Risaralda, l'Assemblea Departamental, la Cort Departamental, l'Autoritat de l'Àrea Metropolitana i el Fiscal General. També serveix com a seu de nombroses empreses i institucions públiques de l'Estat colombià. En estar en el centre del Triangle d'Or (que consta de les ciutats de Bogotà, Medellín i Cali), Pereira és especialment important en els camps del comerç.

## Toponímia
Pereira va rebre el nom d'advocat, propietari de la terra i naturista Francisco Pereira Martínez. Era partidari de la independència de la ciutat, situat en el mateix lloc que Old Cartago. La ciutat de Pereira és coneguda com "la perla de l'Otún".

## Geografia
Pereira es troba en el Triangle d'Or de Colòmbia, una àmplia zona delimitada informalment traçant aquesta figura sobre el mapa de Bogotà, Medellín i Cali. Més delimitat, Pereira es troba en la Serralada Central de Colòmbia, a les valls dels rius Otún i Cauca. Al nord estan La Virgínia, Marsella i Dosquebradas. Al nord-est està Santa Rosa de Cabal i a l'est està Tolima. Al sud estan Quindío i la Vall del Cauca i a l'oest Balboa i la Vall del Cauca.
L'àrea municipal és de 702 km² Comparteix fronteres amb els municipis de la Virgínia, Marsella i Dosquebradas al nord, al nord-est amb Santa Rosa de Cabal i a l'est amb el departament de Tolima, al sud amb els departaments de Quindío i Vall del Cauca, a l'oest amb el municipi de Balboa i el departament de la Vall del Cauca.
Pereira es troba en la serralada central, a la vall del riu Otún, i part de la vall del riu Cauca. Pereira, igual que moltes ciutats colombianes, té àrees d'alta elevació amb difícil accés o parts planes o costerudes. Els carrers s'estableixen d'acord amb l'elevació de les respectives zones.
La major part del territori municipal correspon a les elevacions de la serralada central. Entre els accidents orogràfics es troben els nevats Quindío, Ruiz i Santa Isabel, situats en els límits amb els departaments del Quindío, Caldas i Tolima, respectivament. També té altres accidents com a Santa Bàrbara, també coneguda com l'Alt del Nus. El sistema hidrogràfic del municipi inclou els rius Cauca, Barbes, La Vella, Otún i Consota, amb els seus nombrosos afluents. L'àrea posseeix una varietat de climes, amb els següents pisos tèrmics: càlid, 60 km²; mitjà, 367 km²; fred, 70 km² i erm, amb 107 km².

### Clima
El clima de Pereira oscil·la entre clima càlid 9,9%, clima moderat 60,7%, clima fred 11,5%, páramo 17,7%. La seva pluviometria mitjana anual és de 2.750 mm.
El territori de Pereira, que s'estén principalment d'est a oest, dona a la ciutat diferents climes dins dels seus límits. Per exemple, les zones de Caimalito i Cerritos a l'oest de la ciutat, prop del riu Cauca, tenen temperatures de fins a 28 graus, ja que l'alçada en aquesta zona és de 950 a 1250 m. A l'altre extrem hi ha la zona de Julita, on hi ha la Universitat Tecnològica de Pereira. Pel territori ocupat per grans boscos, és una de les zones més fredes de la ciutat, amb molta humitat. La temperatura en aquesta zona oscil·la al voltant dels 18 graus, amb una alçada mitjana d'uns 1550 msnm.
Aquesta diversitat de climes i terrenys ofereix una rica gamma de vegetació i cobertura paisatgística, proporcionant a Pereira una de les biodiversitats més riques de la nació. Tanmateix, la ciutat també és una zona d'alta vulnerabilitat sísmica pel tipus de sòls que la conformen i per les falles geològiques que la travessen. La seva temperatura mitjana és de 22 graus centígrads.

## Rius
El llac Otun, que alimenta el riu Otun, és la principal massa d'aigua de la ciutat. El sistema fluvial del municipi inclou el Cauca, el riu Barbas, el riu Viejo, el riu Otún, la Consota i molts afluents.

## Història
La història de la ciutat es remunta a l'època precolombina, en què l'actual zona de la ciutat va ser habitada per les cultures Quimbaya i Pijao, àmpliament reconegudes per la seva orfebreria. En aquesta regió, el mariscal Jorge Robledo va fundar la ciutat de Cartago (Cartago) el 9 d'agost de 1540, però a causa del setge dels pijaos o per raons d'oportunitat econòmica aquesta ciutat va ser traslladada l'any 1691 al lloc que actualment ocupa l'extrem nord de la Vall del Cauca, cap a la vora del riu La Vella. El lloc original es va tornar a convertir en selva i va enterrar les restes de la civilització. Sobre les poques ruïnes de la població espanyola, travessades per la ruta que duia del Valle del Cauca a Medellín, passant per Manizales, un grup de 20 famílies antioquenes ja havien construït les seves cases quan un grapat de vallcaucans va aparèixer per trobar la població de Cartago La Vieja, avui Pereira. Tot i que la fundació formal provenia del grup caucà, l'aparició de Pereira va ser un capítol més de la colonització antioquina, i l'aportació d'altres grups socials com el caucà va ser en els seus inicis relativament escassos.
Més tard, amb l'ideal de reviure aquesta ciutat, que fins aleshores era una zona de selva, el 24 d'agost de 1863, el prevere Remigio Antonio Cañarte i Jesús María Ormaza Niño, entre d'altres, van tornar a les ruïnes de l'antiga Cartago, on van establir un poques barraques que foren beneïdes el 30 d'agost del mateix any. Durant 6 anys l'assentament es va anomenar Cartago, però el 1869 va passar a denominar-se Villa de Pereira, en honor al metge Francisco Pereira Martínez, que el 1816 es va refugiar a la zona, juntament amb el seu germà Manuel Pereira, després de la derrota dels patriotes, hostes de Simón Bolívar a la batalla de Cachirí.
A partir de 1870 i sobretot arran de les guerres civils de 1876 i 1885, la regió va rebre una nova onada d'immigrants d'Antioquia. El grup de colons de 1863 i anys posteriors l'havien format per recuperadors forestals que només aspiraven a tenir un sol terreny, mentre que el segon grup estava format per homes de més ambició i capacitat emprenedora. Alguns d'ells estaven vinculats a capitalistes antioquians que finançaven les seves activitats, que consistien en l'anivellament de muntanyes i la posada en marxa de ramaderies amb peonades i grans inversions de capital. L'arribada a la ciutat d'un grup de comerciants i professionals a finals del segle xix i principis del XX va introduir l'educació com un nou motiu de diferenciació social. Va sorgir un nou grup d'elit que es va convertir en líder de les activitats econòmiques, cíviques i polítiques de la ciutat.
Pereira va ser la ciutat on va tenir lloc l'última execució a Colòmbia. David López, de 19 anys, va ser acusat per l'assassinat de Ricardo Torres el 30 de novembre de 1888. López va esgotar sense èxit totes les crides per salvar-li la vida; va ser executat a Pereira el 26 de juliol de 1890, després de dir a l'escamot d'afusellament que li disparés directament al cor.
A la dècada de 1920, els colons d'Antioquia es van traslladar a Pereira per la seva ubicació econòmicament estratègica, el sòl fèrtil i el bon temps. Els colons van cultivar grans quantitats de cafè d'alta qualitat al sòl andí volcànic i ric en minerals. Altres productes inclouen la canya de sucre i el bestiar. També van arribar colons de ciutats com la Vall del Cauca i Bogotà. A la dècada de 1950, durant un període de lluita política bipartidista al país, Pereira es va convertir en refugi de milers de colombians, quadruplicant la seva població i creant un gresol nacional que va canviar la seva comunitat per sempre. En els darrers anys, la ciutat ha aconseguit una identitat urbana i un important creixement en el seu desenvolupament cultural. La integració social i els nivells més alts d'educació estan proporcionant a la ciutat un creixement econòmic i cultural sostingut.
En la recessió econòmica del 1999, i els anys estancats del 2000 i el 2001, alguns residents de Pereira van emigrar als Estats Units i Espanya. Cap als anys 2005 i 2006, Pereira es va recuperar del declivi i va entrar en un auge econòmic, amb noves urbanitzacions d'oficines, comerços i habitatges i, sobretot, Megabus, el principal sistema de transport públic, obert al públic. El 2015 es va obrir al públic el nou Biopark Ukumari en la seva fase inicial amb 2 bioregions. Es preveu tenir fins a 8 bioregions, com ara les muntanyes andines, el desert africà, l'Amazones i moltes més, inclosa una secció dissenyada per a passejades mecàniques.
Fins al 2016, Pereira ha estat l'epicentre de la remodelació urbana massiva amb moltes empreses internacionals que van obrir noves botigues, fàbriques i centres logístics. La taxa d'atur ha disminuït significativament, passant de ser una de les més altes del país, a l'estàndard nacional del 9%. Pereira comença a transformar-se en la capital de la regió de l'eix del cafè amb molts residents de ciutats veïnes com Armènia i Manizales que vénen a Pereira per comprar productes a les botigues úniques de Pereira.